# 五月の太陽
五月の太陽（ごがつのたいよう、スペイン語: Sol de Mayo、ソル・デ・マジョ）とは、アルゼンチン及びウルグアイの国章の一つであり、両国の国旗にもあしらわれている。
インカ帝国の太陽神インティを象徴している。五月の太陽は1813年に承認された、アルゼンチンの最初の硬貨（8エスクードの価値があった）の模様を模している。太陽はそれぞれ16の直線と曲線からなる光線を発している。
1978年に内側の直径が10cm、外側の直径が25cm、太陽の色が山吹になるよう指定された（太陽の直径は白い帯の高さの5/6になる。太陽の顔の部分は高さの2/5となる）。交互に続く16本の曲線と16本の直線からなる、32本の光線によって特徴づけられ、1978年から「公式儀礼旗」としてそのように刺繍されなければならなくなった。
「五月」とは、1810年5月18日から25日までの一週間の間に勃発し、リオ・デ・ラ・プラタ副王領を構成していた諸国がスペインからの独立を開始するきっかけとなった五月革命に由来する。

1818年のアルゼンチンの国旗における五月の太陽
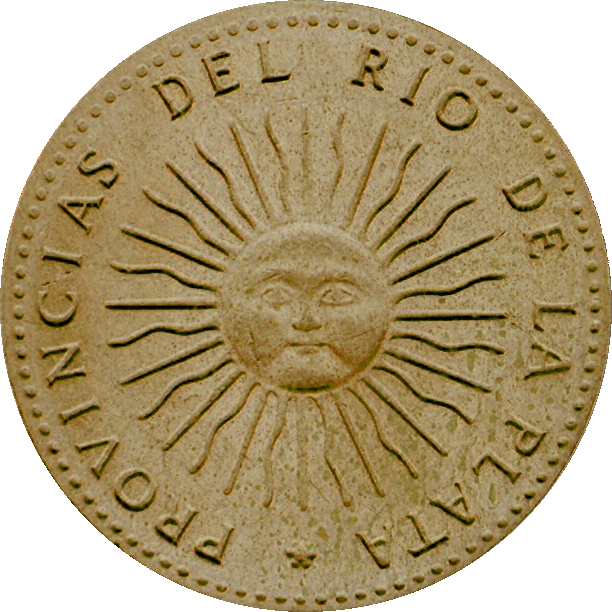
1813年ごろのリオ・デ・ラ・プラタ連合州（今のアルゼンチンとウルグアイ）の硬貨における五月の太陽
1822年から1825年からペルーの国旗における五月の太陽
1828年から1830年までのウルグアイの国旗における五月の太陽
1830年のウルグアイの国旗における五月の太陽